# Баранов, Юрий Иванович
Ю́рий Ива́нович Бара́нов (укр. Юрій Іванович Баранов; род. 3 января 1934) — государственный менеджер в угольной промышленности Украины, глава правления и директор «АО Ш/У Донбаcc». Герой Социалистического Труда (1981). Герой Украины (2001).

## Биография
Родился 3 января 1934 в городе Новокузнецке (ныне Кемеровская область).
Закончил Томский горный техникум (1952) и Донецкий политехнический институт (1960).
- 1952—1955 — служба в Советской армии.
- С 1955 — рабочий очистного забоя шахты им. Калинина треста «Куйбышевуголь», город Донецк.
- С 1959 — горняк очистного забоя, с 1960 — горный мастер, заместитель начальника участка, начальник участка шахты «Мушкетовская-Заперевальная № 1», город Донецк.
- 1964—1965 — главный инженер шахты «Мушкетовская-Вертикальная» треста «Пролетарскуголь» комбината «Донецкуголь», г. Донецк.
- 1965—1968 — начальник шахтоуправления № 8 треста «Пролетарскуголь» комбината «Донецкуголь».
- С 1968 — директор шахты имени газеты «Социалистический Донбасс».
- С 1981 — директор шахтоуправления имени газеты «Социалистический Донбасс» ПО «Донецкуголь», директор шахтоуправления «Донбасс» ПО «Донецкуголь», директор — глава правления ГОАО «Шахтоуправление „Донбасс“» ГХК «Донуголь».

В 1981 году удостоен звания Героя Социалистического Труда «за выдающиеся производственные достижения, досрочное выполнение заданий десятой пятилетки и социалистических обязательств, проявленную трудовую доблесть».
Был доверенным лицом кандидата на пост Президента Украины В. Януковича в территориальном избирательном округе № 41 (2004—2005).

## Награды и отличия
- Герой Социалистического Труда (1981, с вручением ордена Ленина).
- Кавалер орденов Трудового Красного Знамени (1971), Октябрьской Революции (1976).
- Герой Украины (с вручением ордена Державы, 19 декабря 2001 — за выдающиеся личные заслуги перед Украинским государством в развитии угольной промышленности).
- Орден «За заслуги» ІІІ степени (1999).
- Знак отличия Президента Украины — юбилейная медаль «20 лет независимости Украины» (19 августа 2011 года)[3]
- Заслуженный шахтёр Украины.
- Почётная грамота Кабинета Министров Украины (декабрь 2003).